# Youri Volokhine
Youri Volokhine, né en 1966, est un égyptologue Suisse.

## Biographie
Youri Volokhine a obtenu une licence ès Lettres en histoire des religions à l'université de Genève en 1991 après des études d'histoire des religions, d'égyptologie et de sanscrit (1986-1991).
De 1991 à 1998, il a été assistant du professeur Philippe Borgeaud dans l’unité d’histoire des religions antiques de l’université de Genève. En 1995-1996, il a suivi des études d’égyptologie à l’EPHE (IVe et Ve section) à Paris. Il a soutenu en 1998 une thèse de doctorat codirigée par les professeurs Philippe Borgeaud et Pascal Vernus (EPHE, IVe section) portant sur « Le visage dans la pensée et la religion de l’Égypte ancienne ».
De 2000 à 2002, il a séjourné en Égypte, en tant que membre scientifique — à titre étranger — de l’Institut français d'archéologie orientale (Le Caire). Il a travaillé sur plusieurs chantiers archéologiques, dont le Qasr el-Agoûz (temple de Thot) et Ermant (temple de Montou).
Depuis 2002, il est maître d’enseignement et de recherche en histoire des religions (Faculté des Lettres, Université de Genève).
En 2005, il a été nommé Maître d'enseignement et de recherche en histoire des religions à l'université de Genève.

## Publications
- La frontalité dans l'iconographie de l'Égypte ancienne, Cahiers de la Société d'Égyptologie, Genève, 2000.
- avec Christophe Thiers, 'Ermant I. Les cryptes du temple ptolémaïque, MIFAO 124. IFAO, Le Caire, 2005.
- Les objets de la mémoire. Pour une approche comparatiste des reliques et de leur culte, Studia Religiosa Helvetica, Peter Lang, 2005.
- Le porc en Égypte ancienne : mythes et histoire à l'origine des interdits alimentaires, Presses universitaires de Liège, 2014, 306 p. – XII,  (ISBN 978-2-87562-036-1).
- À propos de la construction d’un débat sur les mythes égyptiens, Revue de l'histoire des religions (4/2018), p. 619-644, Armand Colin.